# Галагора-де-Сус
Галагора-де-Сус (рум. Halahora de Sus) — село в Молдові в Бричанському районі. Є центром однойменної комуни, до складу якої також входять села Кириловка та Галагора-де-Жос.
Переважна більшість населення - етнічні українці. Згідно з переписом 2004 року - 1053 особи (92%).

## Населення

### Національність
Розподіл населення за національністю за даними перепису 2014 року:
| Мова             | Відсоток |
| ---------------- | -------- |
| українці         | 91,8%    |
| молдовани/румуни | 5,93%    |
| росіяни          | 2,09%    |
| інші             | 0,17%    |

| Молдова | Це незавершена стаття з географії Молдови. Ви можете допомогти проєкту, виправивши або дописавши її. |

1. ↑  Nicu V. Localitățile Moldovei în documente și cărți vechi: îndreptar bibliografic. Volumul 1: A-L — Chișinău: Universitas, 1991. — С. 407. — 508 с. — ISBN 5-362-00841-2